# 菱叶茴芹
菱叶茴芹（学名：Pimpinella rhomboidea）为伞形科茴芹属的植物，为中国的特有植物。分布在中国大陆的四川、陕西、甘肃、湖北、河南等地，生长于海拔1,200米至3,700米的地区，多生长在沟边灌丛、林下以及草地上，目前尚未由人工引种栽培。

## 异名
- Pimpinella rhomboidea Diels var. tenuiloba Shan et Pu.